# بطولة تونس لكرة السلة للسيدات 2022–23
بطولة تونس لكرة السلة للسيدات 2022–23 هو الموسم رقم 68 من بطولة تونس لكرة السلة للسيدات.

فاز بهذا الموسم الجمعية الرياضية النسائية بجمال.

## روابط خارجية
- الموقع الرسمي للجامعة التونسية لكرة السلة.